# Natação artística no Campeonato Mundial de Esportes Aquáticos de 2023

Os eventos da Natação Artística no Campeonato Mundial de Esportes Aquáticos de 2023 ocorreram entre 14 a 22 de julho de 2023, em Fukuoka, no Japão. Ao todo, 11 eventos divididos em rotinas técnica, livre e acrobática, foram disputados. A partir desta edição, introduziu-se a categoria solo masculinas, seguindo a tendência do Comité Olímpico Internacional de igualdade de gênero nas competições esportivas. Todavia, as competições por dueto e equipes foram disputadas apenas no feminino e misto. 303 atletas de 51 Comitês Olímpicos Nacionais participaram dos eventos.

## Eventos
Ao todo, 11 com atribuição de medalhas foram disputados.
Todos os horários estão na hora local (Japan Standard Time; UTC+9).
| Data        | Horário | Evento                         | Fase          |
| ----------- | ------- | ------------------------------ | ------------- |
| 14 de Julho | 09:00   | Rotina técnica solo feminina   | Eliminatórias |
| 14 de Julho | 12:00   | Rotina técnica solo masculino  | Eliminatórias |
| 14 de Julho | 15:00   | Rotina técnica dueto - Grupo B | Eliminatórias |
| 14 de Julho | 17:50   | Rotina técnica dueto - Grupo A | Eliminatórias |
| 15 de Julho | 10:00   | Rotina acrobática              | Eliminatórias |
| 15 de Julho | 14:00   | Rotina técnica dueto misto     | Eliminatórias |
| 15 de Julho | 19:30   | Rotina técnica solo feminina   | Final         |
| 16 de Julho | 10:00   | Rotina técnica por equipes     | Eliminatórias |
| 16 de Julho | 16:30   | Rotina técnica dueto misto     | Final         |
| 16 de Julho | 19:30   | Rotina técnica dueto           | Final         |
| 17 de Julho | 09:00   | Rotina livre solo feminina     | Eliminatórias |
| 17 de Julho | 14:00   | Rotina técnica solo masculino  | Final         |
| 17 de Julho | 19:30   | Rotina acrobática              | Final         |
| 18 de Julho | 09:00   | Rotina técnica dueto - Grupo B | Eliminatórias |
| 18 de Julho | 12:00   | Rotina técnica dueto - Grupo A | Eliminatórias |
| 18 de Julho | 15:00   | Rotina livre solo masculino    | Eliminatórias |
| 18 de Julho | 19:30   | Rotina técnica por equipes     | Final         |
| 19 de Julho | 16:30   | Rotina livre solo masculino    | Final         |
| 19 de Julho | 19:30   | Rotina livre solo feminina     | Final         |
| 20 de Julho | 10:00   | Rotina livre por equipes       | Eliminatórias |
| 20 de Julho | 19:30   | Rotina livre dueto             | Final         |
| 21 de Julho | 10:00   | Rotina livre dueto misto       | Eliminatórias |
| 21 de Julho | 19:30   | Rotina técnica por equipes     | Final         |
| 22 de Julho | 10:00   | Rotina livre dueto misto       | Final         |
| 22 de Julho | 12:30   | Exibição de gala               | Eliminatórias |

## Nações participantes
Ao todo, 51 CONs tiveram atletas qualificados em pelo menos um evento, entre parênteses encontra-se representada a quantidade de atletas qualificados.
- Argentina (2)
- Aruba (2)
- Austrália (11)
- Áustria (3)
- Bélgica (2)
- Brasil (2)
- Bulgária (3)
- Canadá (11)
- Chile (10)
- China (11)
- Colômbia (4)
- Costa Rica (8)
- Croácia (1)
- Cuba (4)
- Chéquia (2)
- Egito (12)
- Espanha (13)
- França (11)
- Reino Unido (12)
- Alemanha (9)
- Grécia (10)
- Guiné (1)
- Hungria (2)
- Israel (10)
- Itália (11)
- Japão (14)
- Cazaquistão (14)
- Coreia do Sul (4)
- Liechtenstein (2)
- Macau (8)
- Marrocos (1)
- México (12)
- Malta (1)
- Países Baixos (3)
- Nova Zelândia (10)
- Peru (2)
- Portugal (2)
- Porto Rico (2)
- África do Sul (3)
- Singapura (11)
- Eslovênia (2)
- San Marino (1)
- Sérvia (2)
- Eslováquia (10)
- Suécia (2)
- Tailândia (10)
- Turquia (3)
- Ucrânia (8)
- Uruguai (2)
- Estados Unidos (13)
- Uzbequistão (4)

## Medalhistas

#### Masculino
| Evento                | Ouro                            | Ouro     | Prata                           | Prata    | Bronze                          | Bronze   |
| --------------------- | ------------------------------- | -------- | ------------------------------- | -------- | ------------------------------- | -------- |
| Solo Livre detalhes   | Dennis González · Espanha       | 193.0334 | Gustavo Sánchez · Colômbia      | 189.9625 | Kenneth Gaudet · Estados Unidos | 179.5562 |
| Solo Técnica detalhes | Fernando Díaz del Río · Espanha | 224.5550 | Kenneth Gaudet · Estados Unidos | 216.8000 | Eduard Kim · Cazaquistão        | 216.0000 |

#### Feminino
| Evento                 | Ouro                                                     | Ouro     | Prata                                      | Prata    | Bronze                              | Bronze   |
| ---------------------- | -------------------------------------------------------- | -------- | ------------------------------------------ | -------- | ----------------------------------- | -------- |
| Solo Livre detalhes    | Yukiko Inui · Japão                                      | 254.6062 | Vasiliki Alexandri · Áustria               | 229.3251 | Kate Shortman · Grã-Bretanha        | 219.9542 |
| Solo Técnica detalhes  | Yukiko Inui · Japão                                      | 276.5717 | Vasiliki Alexandri · Áustria               | 264.4200 | Iris Tió · Espanha                  | 254.2100 |
| Dueto Livre detalhes   | Áustria · Anna-Maria Alexandri · Eirini-Marina Alexandri | 255.4583 | China · Wang Liuyi · Wang Qianyi           | 255.2480 | Japão · Moe Higa · Mashiro Yasunaga | 249.5167 |
| Dueto Técnica detalhes | Japão · Moe Higa · Mashiro Yasunaga                      | 273.9500 | Itália · Linda Cerruti · Lucrezia Ruggiero | 263.0334 | Espanha · Alisa Ozhogina · Iris Tió | 257.8368 |

### Misto
| Evento                 | Ouro                              | Ouro     | Prata                                         | Prata    | Bronze                                       | Bronze   |
| ---------------------- | --------------------------------- | -------- | --------------------------------------------- | -------- | -------------------------------------------- | -------- |
| Dueto Livre detalhes   | China · Cheng Wentao · Shi Haoyu  | 225.1020 | México · Itzamary González · Diego Villalobos | 192.5500 | Espanha · Dennis González · Mireia Hernández | 183.4207 |
| Dueto Técnica detalhes | Japão · Tomoka Sato · Yotaro Sato | 255.5066 | Espanha · Dennis González · Emma García       | 248.0499 | China · Cheng Wentao · Shi Haoyu             | 247.3033 |

#### Equipe
| Evento              | Ouro | Ouro     | Prata | Prata    | Bronze | Bronze   |
| ------------------- | --- | -------- | --- | -------- | --- | -------- |
| Acrobática detalhes | China · Chang Hao · Cheng Wentao · Feng Yu · Shi Haoyu · Wang Ciyue · Xiang Binxuan · Xiao Yanning · Zhang Yayi                               | 238.0033 | Estados Unidos · Anita Álvarez · Jaime Czarkowski · Nicole Dzurko · Keana Hunter · Audrey Kwon · Calista Liu · Bill May · Daniella Ramirez              | 232.4033 | Japão · Moka Fujii · Ikoi Hirota · Moeka Kiijima · Tomoka Sato · Yotaro Sato · Hikari Suzuki · Akane Yanagisawa · Megumu Yoshida                                           | 220.5867 |
| Livre detalhes      | China · Chang Hao · Feng Yu · Wang Ciyue · Wang Liuyi · Wang Qianyi · Xiang Binxuan · Xiao Yanning · Zhang Yayi                               | 329.1687 | Japão · Moe Higa · Moeka Kijima · Uta Kobayashi · Ayano Shimada · Ami Wada · Akane Yanagisawa · Mashiro Yasunaga · Megumu Yoshida                       | 317.8085 | Ucrânia · Maryna Aleksiiva · Vladyslava Aleksiiva · Marta Fiedina · Veronika Hryshko · Daria Moshynska · Anhelina Ovchynnikova · Anastasiia Shmonina · Valeriya Tyshchenko | 256.2415 |
| Técnica detalhes    | Espanha · Cristina Arámbula · Marina García Polo · Meritxell Mas · Alisa Ozhogina · Paula Ramírez · Sara Saldaña · Iris Tió · Blanca Toledano | 281.6893 | Itália · Linda Cerruti · Marta Iacoacci · Sofia Mastroianni · Enrica Piccoli · Lucrezia Ruggiero · Isotta Sportelli · Giulia Vernice · Francesca Zunino | 274.5155 | Estados Unidos · Anita Álvarez · Jaime Czarkowski · Megumi Field · Audrey Kwon · Jacklyn Luu · Daniella Ramirez · Ruby Remati · Natalia Vega                               | 273.7396 |

## Quadro de medalhas
País sede destacado.
| Ordem | País           | Ouro | Prata | Bronze |    |
| 1     | Japão          | 4    | 1     | 2      | 7  |
| 2     | Espanha        | 3    | 1     | 3      | 7  |
| 3     | China          | 3    | 1     | 1      | 5  |
| 4     | Áustria        | 1    | 2     |        | 3  |
| 5     | Estados Unidos |      | 2     | 2      | 4  |
| 6     | Itália         |      | 2     |        | 2  |
| 7     | Colômbia       |      | 1     |        | 1  |
|       | México         |      | 1     |        | 1  |
| 8     | Grã-Bretanha   |      |       | 1      | 1  |
|       | Cazaquistão    |      |       | 1      | 1  |
|       | Ucrânia        |      |       | 1      | 1  |
| Total | Total          | 11   | 11    | 11     | 33 |